# Time-Air-Flug 039C
Der Time-Air-Flug 039C (Flugnummer: TIE039C) war ein internationaler Flug der tschechischen Fluggesellschaft Time Air von Prag nach Karlstad, der am 14. Februar 2010 durchgeführt wurde. Auf diesem Flug ereignete sich ein schwerer Flugunfall bei Reinhardtsdorf-Schöna in Deutschland, bei dem es zum Tod der beiden Piloten sowie zum Totalverlust der eingesetzten Cessna 550B Citation Bravo kam.

## Maschine
Bei der verunfallten Maschine handelte es sich um eine Cessna 550B Citation Bravo. Das Flugzeug mit der Seriennummer 550-1111 war im Jahr 2005 endmontiert worden und war für acht Passagierplätze konfiguriert. Die Maschine befand sich zunächst im Besitz der tschechischen ABS Jets, die diese mit einer Betriebsleistung von 1.535 Betriebsstunden bei 1.411 Starts und Landungen zum Verkauf anbot. Die Cessna wurde anschließend durch die Time Air übernommen. Das zweistrahlige Geschäftsreiseflugzeug, ausgelegt als Ganzmetall-Tiefdecker mit Bugradanordnung, wurde angetrieben von zwei Turbojettriebwerken des Typs Pratt & Whitney Canada PW530A. Bis zum Zeitpunkt des Unfalls hatte die Maschine eine Gesamtbetriebsleistung von 1.830 Stunden absolviert, auf die 1.686 Starts und Landungen entfielen.

## Insassen
Es befand sich eine zweiköpfige Besatzung an Bord, bestehend aus einer Flugkapitänin und einem Ersten Offizier:
- Die 27-jährige Flugkapitänin war tschechische Staatsbürgerin. Sie war seit 2009 für die Fluggesellschaft tätig und verfügte über eine Gesamtflugerfahrung von etwa 1.700 Stunden.
- Der 32-jährige Erste Offizier Pytlik war Slowake und seit 2005 bei dem Unternehmen beschäftigt. Er verfügte über 1.600 Stunden Gesamtflugerfahrung.

## Flugverlauf und Unfallhergang
Die Maschine startete von der Startbahn 31 des Flughafens Prag. Der Erste Offizier war der Pilot Flying. Der Flug wurde  manuell durchgeführt, keiner der beiden Autopiloten war eingeschaltet. Nach einer Rechtskurve führte  der Flugweg ab 20:12 Uhr in Richtung Norden. Die Maschine befand sich im Steigflug. Während des Steigfluges äußerte die Kapitänin um 20:14:16 Uhr, dass sie schon lange Zeit nicht mehr nachts geflogen sei. Der Erste Offizier fragte sie daraufhin: "Hast du schon einmal in der Nacht eine Rolle geflogen?"  Sie antwortete lachend: "Ja, das habe ich wirklich." Um 20:15:00 Uhr erhielten die Piloten von der Flugsicherung in Prag die Anweisung, auf Flugfläche 260 zu steigen und über dem Meldepunkt DEKOV  in den Horizontalflug überzugehen. Die Piloten setzten ihr Gespräch über das Fliegen von Rollen fort. In der Zeit zwischen 20:17:10 und 20:17:20 Uhr rollte das Flugzeug um seine Längsachse, zunächst nach links, bis zu einer Schräglage von 30° und gleich darauf nach rechts zur Schräglage von 20° und dann zurück in die Horizontale.
Um  20:18:36  Uhr erhielt die Besatzung von München die Anweisung, auf Flugfläche 330 zu steigen. Dies wurde um 20:18:44 Uhr bestätigt. Ab 20:18:51 Uhr fand zwischen der Cockpitbesatzung folgender Wortwechsel statt:
-20:18:51 Kapitänin: "Genug, ist es genug?"
-20:18:53 Copilot: "Für was?"
-20:18:54 Kapitänin: "Genug."
-20:18:56 Kapitänin: "Die Höhe."
-20:18:58 Copilot: "Für was?"
-20:18:58 Kapitänin: "Für das."
-20:19:00 Erster Offizier: "Es ist genug."
Um 20:19:00 Uhr ging die Maschine aus der Flugfläche 270 in Horizontalfluglage über. Um 20:19:05 Uhr  wurde die Flugzeugnase bis zu einem Anstellwinkel von etwa 14 Grad hochgezogen. Um 20:19:09 Uhr begann  die Maschine nach rechts um die Längsachse zu rollen. Innerhalb von etwa vier Sekunden geriet die Cessna in Rückenlage und rollte innerhalb von weiteren vier Sekunden um weitere 90 Grad. Zeitgleich begann sich der Kurs nach rechts in Richtung Osten, im weiteren Verlauf über Süden und im letzten Teil in westliche Richtung zu verändern. Während der Rolle fiel der Anstellwinkel fast bis zum senkrechten Sturzflug auf −85° ab. Die Geschwindigkeit stieg dabei stark an. Die Maschine stürzte an der Südostflanke des Großen Zschirnsteins in den verschneiten Steilhangbereich, wobei beide an Bord befindlichen Piloten getötet wurden. Es kam zu einem Aufschlagbrand sowie einem Wald- und Flurschaden durch auslaufenden Flugzeugtreibstoff. Der Aufprall ereignete sich um 20:19 Uhr nur 500 Meter hinter der deutsch-tschechischen Grenze, auf deutscher Seite. Der Unfall war nicht überlebbar.

## Ursache
Die Bundesstelle für Flugunfalluntersuchung (BFU) übernahm nach dem Unfall die Ermittlungen. Der Abschlussbericht wurde nach drei Jahren und sechs Monaten Ermittlungzeit im August 2013 veröffentlicht. Nach Auswertung des Flugschreibers wurde als Absturzursache ein Kunstflugmanöver (Gesteuerte Rolle) festgestellt, für das das Flugzeug weder zugelassen noch konstruiert war. Im Steigflug nach Erreichen der Flugfläche 270 habe der Erste Offizier ein Rollmanöver nach rechts eingeleitet und während des Manövers die Kontrolle über die Cessna verloren, welche daraufhin steil zu Boden stürzte. Beide Piloten waren nicht im Kunstflug ausgebildet. Beim nächtlichen Flug bei mondloser Nacht unter Fehlen von visuellen Referenzen hätten die Piloten daraufhin während des Manövers die räumliche Orientierung verloren. Der Ausstieg aus dem professionellen Verhalten in der Zusammenarbeit im Cockpit sei durch das persönliche Verhältnis zwischen den beiden Piloten begünstigt worden. Aufgrund der starken Kerosinverunreinigung der Leichenteile wurde auf eine chemisch-toxikologische Untersuchung verzichtet, da keine repräsentativen Ergebnisse erwartet werden konnten.

## Folgen
Die BFU empfahl der tschechischen Luftfahrtbehörde, eine Überprüfung der Maschinen der Time Air auf Strukturüberlastungen anzuordnen. Das Verfahren führte keine Ergebnisse zutage. Ferner wurde der tschechischen Luftfahrtbehörde empfohlen, Maßnahmen zur Verbesserung der Sicherheitskultur in Luftfahrtunternehmen umzusetzen.